# Чумайский Бухтай
Чумайский Бухтай (Чумайские Бухтаи) — комплексный памятник природы в бассейне реки Кии (с притоком Чумай), в северной части Кузнецкого Алатау; региональная особо охраняемая природная территория у села Чумай Чебулинского района. Состоит из Кондового, Карачаровского (Совхозный) и Лысого (Барабинский, Чумайский) Бухтаев.
Граница создаваемой (проектируемой) ООПТ, в форме окружности, проходит по подножью возвышенности высотой 211 м.

## География
Бухтаи расположены на северо-восточной границе Кузнецко-Салаирской горной области и юго-западной оконечности Чулымской равнины, входящей в состав Чулымо-Енисейской котловины.
Лысый Бухтай, самый северный, расположен на левом берегу реки Кии, в 1,5 км к северо-востоку от села Чумай. Кондовый Бухтай, самый южный, расположен на правом берегу реки Кии, и входит в Чумайско-Иркутяновский государственный заказник. У деревни Карачарово расположен Карачаровский Бухтай.

## Геоморфология
Горные возвышения остались после размыва и уничтожения горных цепей, простиравшихся с юга от центральных частей горной системы Кузнецкого Алатау на северо-запад. Кондовый и Лысый Бухтаи, по одним сведениям, являются остатками жерлового аппарата вулканического процесса девонского периода, по другим — являются сопками, сложенными отложениями осадконакопления ордовикского периода (бухтайская свита), и к вулканам не имеют отношения. У Карачаровского Бухтая иное геологическое строение.
Все три бухтая имеют степные участки, но именно на Лысом Бухтае имеют наибольшую площадь, разнообразнее, и представляют особенный интерес в ботаническом и зоологическом отношениях.